# هوهنهورن
هوهنهورن (به آلمانی: Hohenhorn) یک شهر در آلمان است که در هرتسوگتوم لاونبورگ واقع شده‌است. هوهنهورن ۴۵۲ نفر جمعیت دارد.